# Sauber C17
Sauber C17 byl vůz, se kterým tým Sauber závodil v sezóně 1998 ve Formuli 1. Řídili ho Francouz Jean Alesi, který přišel z Benettonu, a Brit Johnny Herbert, který zůstal ve své třetí sezóně u týmu po působivé sezóně 1997.

## Shrnutí sezóny
Rok 1998 potvrdil pozici Sauberu jako úctyhodného středopolaře, který nedokázal udělat poslední průlom potřebný k tomu, aby se stal špičkovým týmem. Balíček týmu byl rychlý a spolehlivý, ale nestačil na pravidelné bodování. Alesi a Herbert skončili těsně mimo body na 7. pozici nejméně pětkrát. Vrcholem roku bylo Alesiho 3. místo při Grand Prix Belgie a tým tím získal čtvrté pódium od svého debutu ve Formuli 1 v roce 1993. Tím byla pro Francouze završena povzbudivá sezóna, která byla připravována i na další rok. Herbert i přes bodové umístění v prvním závodě sezóny ztratil po sérii smůly motivaci a jen těsně mu unikaly další body. Pro sezónu 1999 se rozhodl přestěhovat do týmu Stewart a nahradil ho Pedro Diniz.
Tým nakonec skončil šestý v šampionátu konstruktérů s deseti body. Byla to jejich dosud nejlepší pozice v poháru konstruktérů.
Právě v tomto voze byl použit poslední zaoblený volant ve Formuli 1. Všechny volanty jsou od té doby obdélníkové.
V prvních několika závodech se používaly X-křídla, která však byla po Grand Prix San Marina zakázána.

## Kompletní výsledky ve Formuli 1
| Legenda k tabulce | Legenda k tabulce                                                                       |
| Barva             | Výsledek                                                                                |
| ----------------- | --------------------------------------------------------------------------------------- |
| Zlatá             | Vítěz                                                                                   |
| Stříbrná          | 2. místo                                                                                |
| Bronzová          | 3. místo                                                                                |
| Zelená            | Bodované umístění                                                                       |
| Modrá             | Nebodované umístění                                                                     |
| Modrá             | Dokončil neklasifikován (NC)                                                            |
| Fialová           | Odstoupil (Ret)                                                                         |
| Červená           | Nekvalifikoval se (DNQ)                                                                 |
| Červená           | Nepředkvalifikoval se (DNPQ)                                                            |
| Černá             | Diskvalifikován (DSQ)                                                                   |
| Bílá              | Nestartoval (DNS)                                                                       |
| Bílá              | Závod zrušen (C)                                                                        |
| Světle modrá      | Pouze trénoval (PO)                                                                     |
| Světle modrá      | Páteční testovací jezdec (TD)                                                           |
| Bez barvy         | Netrénoval (DNP)                                                                        |
| Bez barvy         | Vyřazen (EX)                                                                            |
| Bez barvy         | Nepřijel (DNA)                                                                          |
| Bez barvy         | Odvolal účast (WD)                                                                      |
| Bez barvy         | Nezúčastnil se (prázdné)                                                                |
| Označení          | Význam                                                                                  |
| Tučnost           | Pole position                                                                           |
| Kurzíva           | Nejrychlejší kolo                                                                       |
| †                 | Jezdec nedojel do cíle, ale byl klasifikován, protože odjel více než 90 % délky závodu. |
| ‡                 | Byl udělován poloviční počet bodů, protože bylo odjeto méně než 75 % délky závodu.      |
| Horní index       | Umístění bodujících jezdců ve sprintu                                                   |

| Rok  | Tým                      | Motor        | Pneumatiky | Jezdci         | 1   | 2   | 3   | 4   | 5   | 6   | 7   | 8   | 9   | 10  | 11  | 12  | 13  | 14  | 15  | 16  | Body | Umístění |
| ---- | ------------------------ | ------------ | ---------- | -------------- | --- | --- | --- | --- | --- | --- | --- | --- | --- | --- | --- | --- | --- | --- | --- | --- | ---- | -------- |
| 1998 | Red Bull Sauber Petronas | Petronas V10 | G          |                | AUS | BRA | ARG | SMR | ESP | MON | CAN | FRA | GBR | AUT | GER | HUN | BEL | ITA | LUX | JPN | 10   | 6. místo |
| 1998 | Red Bull Sauber Petronas | Petronas V10 | G          | Jean Alesi     | Ret | 9   | 5   | 6   | 10  | 12  | Ret | 7   | Ret | Ret | 10  | 7   | 3   | 5   | 10  | 7   | 10   | 6. místo |
| 1998 | Red Bull Sauber Petronas | Petronas V10 | G          | Johnny Herbert | 6   | 11  | Ret | Ret | 7   | 7   | Ret | 8   | Ret | 8   | Ret | 10  | Ret | Ret | Ret | 10  | 10   | 6. místo |